# Reyna Lucero

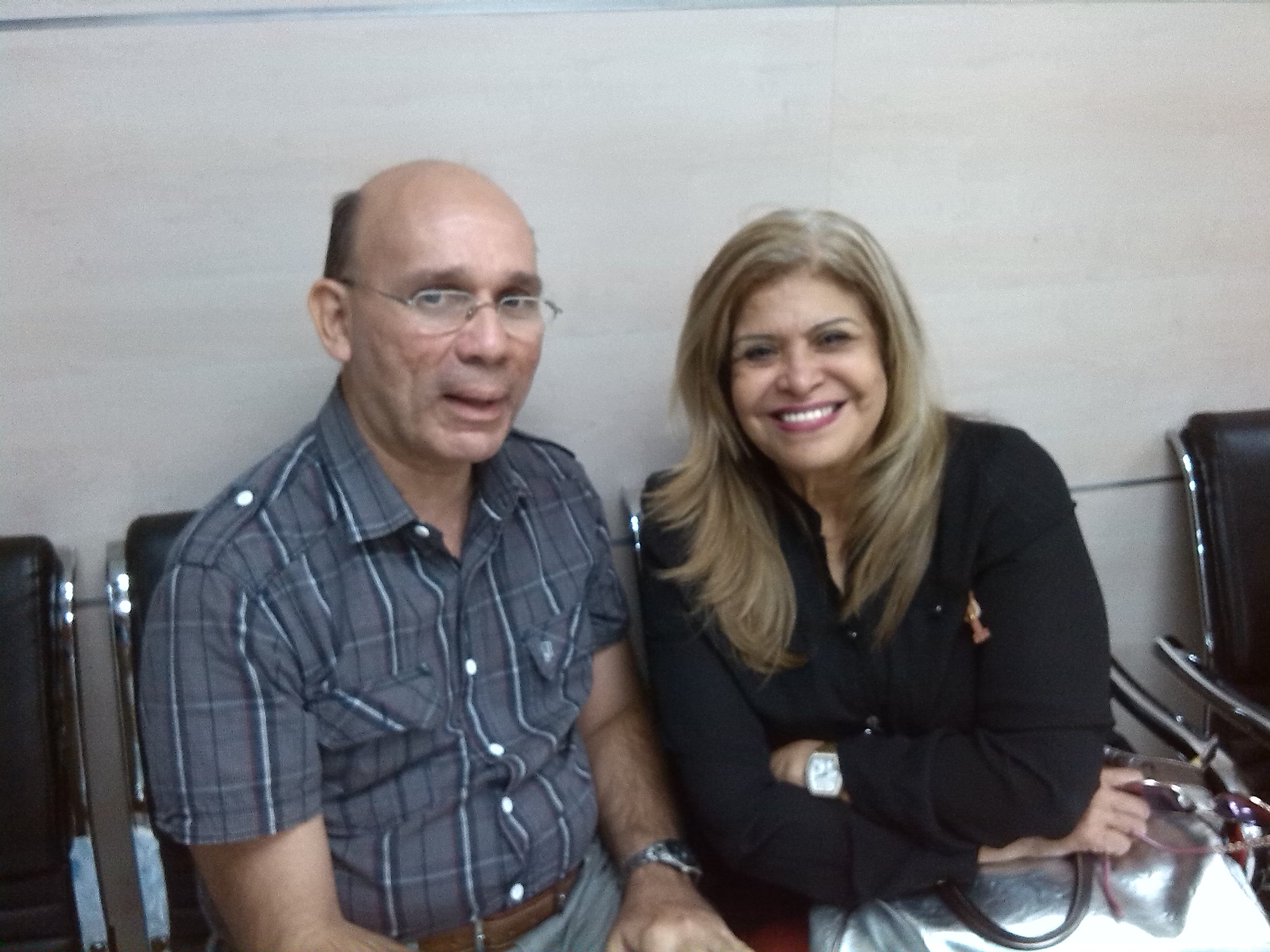
Reyna Lucero entrevistada por un colaborador de Wikipedia

Reina Romero García (Santa Cruz de Aragua - Estado Aragua, Venezuela, 6 de enero de 1950), más conocida por su nombre artístico Reyna Lucero, es una cantante venezolana de música llanera, del género de los llanos venezolanos. Ha sido apodada en el medio artístico como La Reina de la Canción Criolla.

## Biografía
Se inicia en el canto desde temprana edad, en los actos culturales del colegio y en reuniones familiares. En 1965 tiene a su primer hijo y en 1975 acudió a un programa radial para aficionados donde tuvo la oportunidad de cantar por primera vez en la, hoy desaparecida, Radio Central de Maracay, en el programa Venezuela Canta en Aragua que dirigía el cantante venezolano Ángel Custodio Loyola. Después de esta experiencia, la cantante venezolana Ligia de Llano la presentó al cantante y compositor Simón Díaz, quien la invitó a cantar a su programa de música venezolana Rumbos, Coplas y Canciones que transmitía la emisora radial caraqueña Radio Rumbos.
Reyna Romero, quien ya había asumido su seudónimo, inició su carrera profesional, siendo contratada gracias a un anuncio de prensa, por la Cervecería Girazona de Caracas, donde cantó por espacio de año y luego incursionó en otros locales donde se presentaba música llanera venezolana, hasta que un día del año 1978, la vio actuar el empresario discográfico Jacinto Martínez propietario de la empresa discográfica Discos Cachilapo. El empresario propuso a la artista grabar un disco de 45 rpm como prueba, que tuvo alguna difusión radial. Posteriormente, grabó otro disco en ese formato que tuvo mayor difusión, lo que llevó al empresario Martínez a proponerle la grabación de su primer LP titulado Aires de mi tierra. Sin embargo, no sería sino después de grabar su cuarta producción, que la música de la joven artista comenzó a ser colocada en las emisoras caraqueñas y luego, en las de otras regiones de Venezuela. Después de esto, firma contrato con la televisora Radio Caracas Televisión en la cual empezó a presentarse. 
A partir de esta producción, se ha convertido en una de las cantantes de música venezolana en haber recibido mayor cantidad de galardones, siendo el más destacado el Meridiano de Platino, otorgado por la empresa editora Bloque DeArmas, luego de haber ganado diez premios Meridiano de Oro de manera consecutiva. 
Después del intento del Golpe de Estado en el año 1992 contra el entonces presidente Carlos Andrés Pérez, la artista conoce al militar venezolano, Hugo Chávez, protagonista de esta acción y se convierte en seguidora de su causa política. En 1999, debido a esta vinculación, es postulada y elegida como integrante del Congreso Constituyente que elaboró la Constitución de la República Bolivariana de Venezuela aprobada en elecciones en ese año, haciendo aportes para mejorar la suerte de los artistas venezolanos, dentro de la comisión de Educación y Cultura. Posteriormente, renunció a continuar en el campo político, dedicándose a su carrera artística hasta el momento. 

## Discografía

### Discografía original
| Año de publicación | Título                                                         | Discográfica              |
| 1978               | Aires de mi tierra                                             | Discos Cachilapo          |
| 1979               | Segundo Impacto De Reina Lucero                                | Discos Cachilapo          |
| 1979               | La Consentida                                                  | Discos Cachilapo          |
| 1980               | La Triunfadora                                                 | Discos Cachilapo          |
| 1981               | La impactante                                                  | Discos Cachilapo          |
| 1981               | Amiga                                                          | Discos Cachilapo          |
| 1982               | Reina Siempre Reina                                            | Producciones Cacique      |
| 1982               | Lo Nuevo de Reyna Lucero Con Guillermo Hernández y Su Conjunto | Discos Cachilapo          |
| 1982               | El Disco De Oro De Reyna Lucero                                | Discos Cachilapo          |
| 1984               | No Hay Tierra Como Mi Tierra                                   | Distribuidora Sonográfica |
| 1985               | Anunciando Navidad                                             | Distribuidora Sonográfica |
| 1986               | Sigo Siendo Reyna                                              | Distribuidora Sonográfica |
| 1988               | Dueña y Señora                                                 | Distribuidora Sonográfica |
| 1989               | Triángulo de Amor                                              | Distribuidora Sonográfica |
|                    | Reina...Le Canta Al Amor                                       | Producciones Cacique      |
|                    | A mi gente                                                     |                           |
|                    | El hogar de la Reyna                                           |                           |
| 2000               | Mis Cantares (con La Rondalla Venezolana)                      | Palacio de la Música      |
|                    | Homenaje a la gaita                                            |                           |
|                    | Yo soy la Reina                                                |                           |

### Recopilaciones
| Año de publicación | Título                                   | Discográfica |
|                    | Época de Oro de Reyna Lucero             |              |
|                    | Las Estrellas del Gran Atardecer Criollo |              |
|                    | Serie Disco de Oro                       |              |
|                    | Grandes e inolvidables éxitos            |              |
|                    | Venezuela Arpa Cuatro y Maracas          |              |
|                    | Éxitos de Pedro Felipe Sosa Caro         |              |

## Galardones
- Meridiano de Oro.
- Meridiano de Platino (Única cantante venezolana en obtenerlo).
- Guaicaipuro de Oro (5 años consecutivos)
- Ronda de Venezuela (6 años consecutivos).
- Venus de la Prensa (2 años consecutivos).
- Premio Nacional del Artista.
- La Musa de Oro (7 años consecutivos).
- Gala Musical de la Prensa.
- El Sol de Venezuela (4 años consecutivos).
- El Fortín de Oro (3 años consecutivos).
- Imagen de Oro (4 años consecutivos).
- El cardenal de Oro (6 años consecutivos).
- La Estrella de Venezuela (6 años consecutivos).
- Andino de Oro (3 años consecutivos).
- Taguanes de Oro (5 años consecutivos).
- Espectáculo Internacional (5 años consecutivos).
- Orden Batalla de Carabobo.
- Orden Samán de Güere.
- Florentino de Oro.
- Llaves de la ciudad de Villavicencio (Colombia).
- Festival Internacional “La Voz del Táchira”.